# Kyle Shewfelt
Kyle Keith Shewfelt, (Calgary, 6 de maio de 1982) foi um ginasta que competiu em provas de ginástica artística pelo Canadá.
Kyle é o medalhista de ouro das Olimpíadas de Atenas, no solo, e o atleta masculino canadense do mesmo ano.
O primeiro contato de Shewfelt com o desporto foi em 1988, quando sua mãe o levou ao Clube de Ginástica Altadore. Kyle iniciou sua carreira aos catorze anos, no Austrian Youth Invite, do qual saiu campeão no solo. No Hungarian Youth Invite, foi o vencedor do salto. Em 1997, foi o vencedor do individual geral, no Campeonato Nacional Canadense Júnior. No ano seguinte, novas medalhas de ouro em campeonatos juniores. Em 1999, aos dezessete, foi o campeão do solo e do salto no Nacional Canandese. No ano 2000 atingiu a oitava colocação na FIG, subdivisão solo em Copas do Mundo.
Entre seus maiores êxitos ao longo da carreira estão uma medalha de ouro olímpica no solo, ao superar o romeno Marian Dragulescu, alguns títulos em Copas do Mundo, três medalhas de bronze em edições do Campeonato Mundial e quatro medalhas de ouro nos Jogos da Commonwealth.
Em 2007, durante uma sessão de treino no Campeonato Mundial de Stuttgart, na Alemanha, Kyle sofreu uma grave lesão ao quebrar as pernas em uma aterrissagem. Decidido a participar dos Jogos Olímpicos de Pequim, ficou para apoiar a tentativa de classificação da equipe. Conquistada, o ginasta, após recuperar-se, retornou aos treinos em Calgary. Em entrevistas, declarou estar focado e dedicado, na certeza da recuperação completa de sua forma.
Em agosto de 2008, Kyle, junto à seleção de ginástica artística canadense, embarcou para China. Lá, disputando a prova por equipes, não qualificou-se para a final, ao não superar a equipe romena, oitava colocada e última classificada. Individualmente, encerrou na 63ª colocação geral.
Em maio de 2009, Shewfelt anunciou seu afastamento das competições.